# Børøya
Børøya is een klein eiland in de provincie Nordland in Noorwegen. Het is een van de eilanden van de Vesterålen. Het eiland ligt tussen Hadseløya en Langøya en is deel van de gemeente Hadsel.  Het eiland is door de Børøybrug verbonden met Hadseløya en door de Hadselbrug met Langøya. 